# Crevan
Crevan (nota anche come ex Ridotto di Crevan) è un isolotto della Laguna Veneta settentrionale.
Si trova all'estremità sudorientale della palude di Burano (che la separa dall'omonima isola) e alla confluenza del canale di Crevan nel canale di Burano. Si estende su 9 686 m², dei quali 421 sono edificati.
Crevan non compare nelle mappe più antiche della laguna e di essa si hanno notizie solo dall'inizio dell'Ottocento quando, durante la dominazione napoleonica, fu costruito un ridotto. Il fortino venne recuperato dalla successiva dominazione austriaca che lo ampliò con l'erezione di una blockhaus.
Dopo un periodo di abbandono, l'isola è divenuta di privati che hanno convertito le vecchie strutture militari a fini residenziali (di grande pregio il parco, ricco di alberi da frutto e ornamentali). Dopo essere stata dei veronesi Polo per circa trent'anni, è passata all'imprenditore Giorgio Panto che proprio nelle vicinanze è morto precipitando con il suo elicottero.
Nel porticciolo annesso al complesso è ormeggiato un trabaccolo varato nel 1898, considerato la più antica imbarcazione del genere ancora esistente.